# Симонов Олександр Васильович
Олександр Васильович Симонов (4 грудня 1903, селище Кача Оренбурзької губернії, тепер Російська Федерація —  2 серпня 1967, місто Калінін, тепер місто Твер, Російська Федерація) — радянський діяч, голова Калінінського і Калузького облвиконкомів. Депутат Верховної ради СРСР 2—3-го скликань.

## Біографія
Народився в селянській родині. З грудня 1921 до вересня 1923 року служив в органах ВНК-ДПУ Башкирскої АРСР.
У вересні 1923 — червні 1925 року — слухач Уфимської школи радянського та партійного будівництва.
Член РКП(б) з 1925 року.
У червні 1925 — листопаді 1927 року — заступник завідувача, завідувач Зілаїрського кантонного політико-освітнього відділу Башкирської АРСР.
У листопаді 1927 — серпні 1930 року — викладач суспільствознавства, директор Зілаїрської школи-десятирічки Башкирської АРСР.
У серпні — листопаді 1930 року — завідувач культурно-пропагандистського відділу Зілаїрського районного комітету ВКП(б).
У листопаді 1930 — серпні 1932 року — відповідальний секретар Зілаїрського районного комітету ВКП(б) Башкирської АРСР.
У серпні 1932 — серпні 1937 року — 1-й секретар Бєлокатайського районного комітету ВКП(б) Башкирської АРСР.
У серпні — грудні 1937 року — 1-й секретар Альшеєвського районного комітету ВКП(б) Башкирської АРСР.
У грудні 1937 — квітні 1938 року — директор Башкирських обласних партійних курсів при Башкирському обласному комітеті ВКП(б).
У квітні 1938 — березні 1940 року — заступник голови Ради народних комісарів Башкирської АРСР.
У березні 1940 — липні 1942 року — 3-й секретар Башкирського обласного комітету ВКП(б).
З липня до жовтня 1942 року — відповідальний організатор Управління кадрів ЦК ВКП(б).
У жовтні 1942 — грудні 1944 року — 2-й секретар Калінінського обласного комітету ВКП(б).
27 листопада 1944 — 27 грудня 1948 року — голова виконавчого комітету Калінінської обласної ради депутатів трудящих.
У грудні 1947 — грудні 1948 року — слухач заочної Вищої партійної школи при ЦК ВКП(б).
З грудня 1948 до березня 1949 року — в апараті ЦК ВКП(б).
У березні 1949 — лютому 1952 року — голова виконавчого комітету Калузької обласної ради депутатів трудящих.
У червні 1952 — квітні 1953 року — представник Ради у справах колгоспів при РМ СРСР по Костромській області.
У квітні 1953 — лютому 1954 року — завідувач сільськогосподарського відділу Костромського обласного комітету КПРС.
У лютому 1954 — серпні 1956 року — заступник голови виконавчого комітету Костромської обласної ради депутатів трудящих.
У вересні 1956 — жовтні 1960 року — начальник Калінінського обласного управління автомобільного транспорту та шосейних доріг.
З жовтня 1960 року — персональний пенсіонер у місті Калініні.
Помер 2 серпня 1967 року в місті Калініні (Твері).

## Нагороди
- орден Леніна
- орден Вітчизняної війни І ст. (1.02.1945)
- медалі